# أولي ملدون
أولي ملدون (بالإنجليزية: Ollie Muldoon)‏ هو لاعب كرة قدم بريطاني في مركز الوسط، ولد في 3 سبتمبر 1994 في Hornchurch ‏ في المملكة المتحدة. لعب مع تشارلتون أثلتيك ونادي غيلينغهام.

## وصلات خارجية
- أولي ملدون على موقع قاعدة بيانات كرة القدم.إي يو (الإنجليزية)
- أولي ملدون على موقع Soccerbase.com (لاعب) (الإنجليزية)
- أولي ملدون على موقع Soccerway.com (الإنجليزية)